# If There Is Light, It Will Find You
If There Is Light, It Will Find You è il settimo album in studio del gruppo musicale statunitense Senses Fail, pubblicato nel 2018.

## Tracce
1. Double Cross – 3:25
2. Elevator to the Gallows – 3:44
3. New Jersey Makes, the World Takes – 2:59
4. Gold Jacket, Green Jacket... – 3:34
5. First Breath, Last Breath – 2:55
6. Ancient Gods – 3:47
7. Is It Gonna Be the Year? – 4:01
8. "You Get So Alone at Times That It Just Makes Sense" – 4:21
9. Orlando and a Miscarriage – 2:11
10. Shaking Hands – 4:06
11. Stay What You Are – 3:31
12. If There Is Light, It Will Find You – 6:18

## Formazione
- James "Buddy" Nielsen – voce
- Greg Styliades – basso
- Gavin Caswell – chitarra
- Jason Milbank – chitarra
- Dan Trapp – batteria